# فلاديمير تشيرننكو
فلاديمير تشيرننكو (بالإنجليزية: Vladimir Chernenko)‏ (من مواليد 15 أبريل 1981) هو لاعب تجديف من أوزبكستان.
شارك في دورة الألعاب الآسيوية 2006 في الدوحة، قطر.

## روابط خارجية
- فلاديمير تشيرننكو على موقع الاتحاد الدولي للتجديف (الإنجليزية)
- فلاديمير تشيرننكو على موقع أوليمبيديا (الإنجليزية)